# Михайло Могила

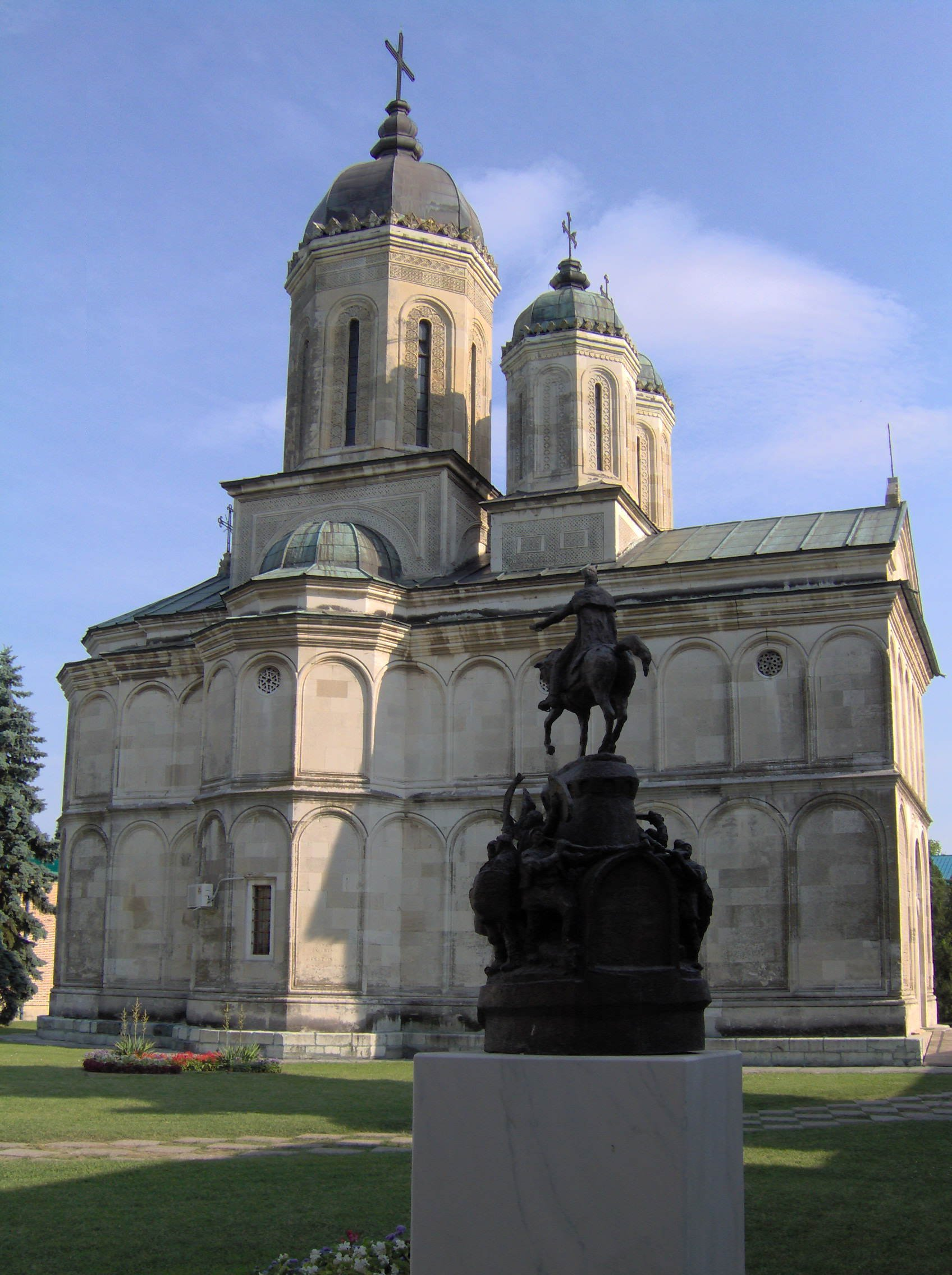
Церква монастиря Дялу

Герб Могила

Могила Михайло (рум. Mihail Movilă, пол. Michał Mohyła) з боярського роду Могил, господар Молдови (вересень 1607, листопад-грудень 1607), син господаря Симеона Могили і семигородської княгині Маргарет, брат Петра Могили. 

## Життєпис
Після смерті батька 24 вересня 1607 посів престол господаря Молдовського князівства. Незабаром був скинутий з престолу Єлизаветою Чомортань, вдовою Ієремії Могили (дядька по батькові), яка поставила господарем свого сина (його двоюрідного брата) Константина Могилу, детронізованого перед тим Симеоном Могилою. Вирішальну роль у заколоті відіграли військові загони родичів Константина Могили - польських магнатів Михайла Вишневецького,  Стефана Потоцького, Самійла Корецького. 
Розбитий Михайло Могила втік до господаря Валахії Раду Сербана, де незабаром помер. Похований у січні 1608 в монастирі Дялу (рум. Mănăstirea Dealu).